# 마닐라 MRT 2호선
마닐라 경전철 환승 시스템 2 호선 (마닐라 경전철 환승 시스템에 ごうせ 않다, 영어 또는 MRT-2 선, 통칭 메가토렌 (Megatren)는 필리핀의 메트로 마닐라에서 운영되고 있는 마닐라 경전철의 노선이다.
Light Rail Transit Authority (L RTA)에 의해 운영되고 있기 때문에 이전에 비공식적으로 L RT-2 선라고도 했지만, 경전철 대신 신속한 운송의 특징을 갖추고 있어 M RT-2 선 이 맞다.

## 요약
MRT-2 선은 1970년대에 계획된 후 2003년에 마닐라 도시 철도 3 번째 노선으로, 또한 마닐라 경전철의 두 번째 노선으로 개업했다.  이전 퍼플 라인이라고도 하고 있었지만, 2012년 라인 색상 변경 후에는 블루 라인이라고 한다.
길이 13.8km, 11의 역을 가지고 거의 전선이 고가 철도가 있다. 주로 렉트대로 레가루다대로 막사이사이 거리, 오로라대로, 마리 키나 인 판타 하이웨이를 따라 동서로 달리고 있다.  1 일 20 만명의 승강 객수가 마닐라 경전철과 마닐라 메트로 레일의 3 개 노선 중 가장 빈 노선이다.  수송 능력은 1 일 58 만명으로 아직 여유가 있기 때문에 이용자를 늘리기 시책을 계획 또는 실행되고 있다.
쿠바오 역에서 MRT-3 선 아라 네타 센터 - 쿠바오 역 및 프레사 역에서 필리핀 국철 선 산타 메사 역 및 렉트 역에서 LRT-1 선 도로테오 호세 역 및 환승이 가능하다.
영업 시간은 평일은 오전 5:00부터 오후 10:00까지 주말 공휴일은 오전 5:00부터 오후 9:30까지  거의 매일 영업하고 있지만 4 월 성주간은 정비를 위해 운휴된다. 다른 운휴하는 일을 신문이나 역에서 안내하고 있다.

### 노선 정보
- 영업 주체 : Light Rail Transit Authority (LRTA)
- 건설 주체 : Light Rail Transit Authority (LRTA)
- 노선 거리 : 길이 13.8km
- 궤간 : 1,435mm
- 최고 속도 : 80km / h
- 역 수 : 총 11 역 (기 종점 역 포함)
- 복선 구간 : 전선
- 전자 구간 : 전선 전기
- 지하 구간 : 카티 푸난 역

## 역사
1996년, MRT-2 선 계획이 공식적으로 시작했다.  건설은 스미토모 상사, 한진그룹, 이토추 상사가 수주 3 월에 시작했지만 계약은 부자연스러운 점도 많은 필리핀 정부의 수사가 진행되었지만, 건설 지연했다.
2000년 다시 입찰 끝에 마루베니, Balfour Beatty, 도시바, 대우 중공업을 중심으로 한 기업 연합인 아시아 유럽 MRT 단체 (Asia-Europe MRT Consortium, AEMC)가 낙찰 계획을 재개했다.
2003년 4월 5일, 음악 프로그램 역 - 쿠바오 역 사이가 선행 개업했다.
2004년 4월 5일, 쿠바오 역 - 레가루다 역 사이가 개업했다.  2004년 10월 29일에는 레가루다 역 - 렉트 역이 개업하고 전선 개통되었다.

## 차량
- 2000 호대 전동차

## 시설

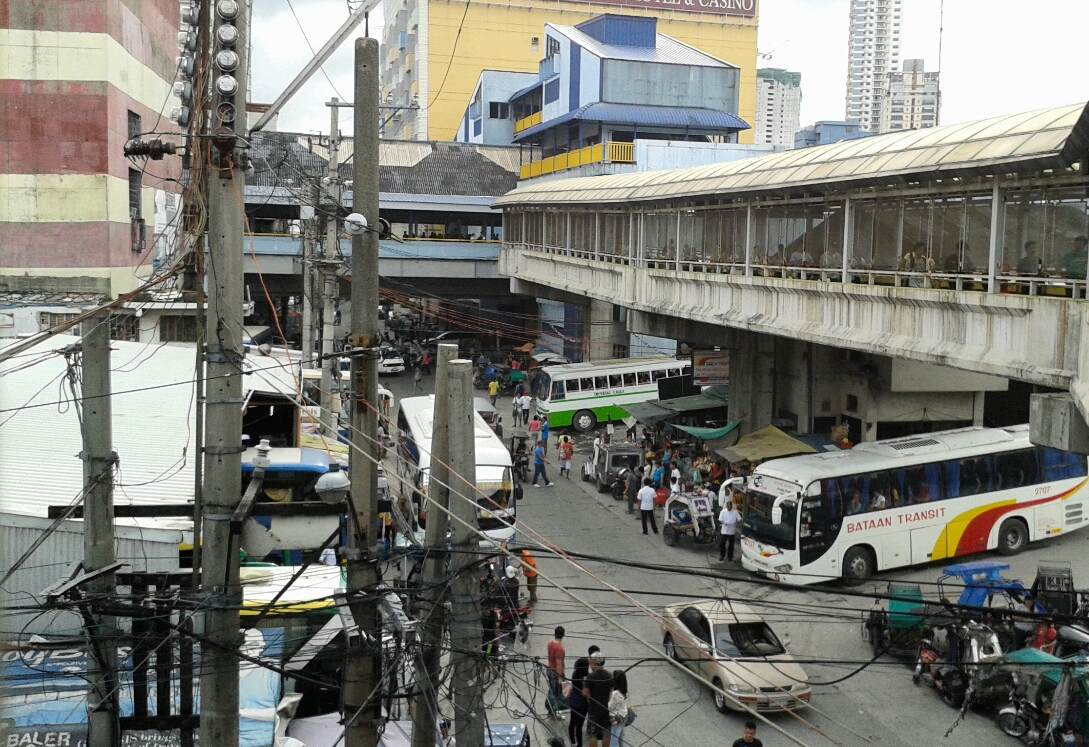
MRT-2 선 렉트 역 및 LRT-1 선 도로테오 호세 역을 연결하는 보도교

모든 역은 현대적인 시설을 갖추고 있다.  승강장층과 광장 층으로 나누어지며, 지하 역을 제외 광장 층은 플랫폼 층 아래에 있다.  장애인을 염두에 두고 설계되어 있으며, 계단, 에스컬레이터, 엘리베이터가 설치되어 있다.
중앙 홀에는 발매기 및 개찰 외에 화장실이 있는 다른 모든 역에 키오스크가 설치되어 있다. 또한 쿠바오 역 등 일부 역에서는 광장이 인접한 쇼핑몰과 연결되어 있다.
플래트 홈은 음악 프로그램 역이 섬식 다른 역이 대향 식 홈이있다.

## 운임 체계
LRT-1 선 및 MRT-2 선과 같은 거리 제를 채택하고 있으며, 12 페소 - 15 페소이다.  이것은 2004년 4 월에 아로요 대통령에 의해 정해진 운임이며, 지프니 보다 약간 높도록 설정되어 있다.  따라서 정부는 LRTA 대해 1 인당 약 45 페소의 보조금을 지급한다.
| 역 수      | 운임    |
| ---------- | ------- |
| 1 역 이하  | 12 페소 |
| 4 - 6 역   | 13 페소 |
| 7 - 9 역   | 14 페소 |
| 10 역 이상 | 15 페소 |

신장 102cm 미만의 어린이는 무료로 승차할 수 있다.

### 승차권
2015년 7월 20일부터 비접촉식 IC 카드 en : Beep (smart card)가 도입되고 있다.
- 편도 승차권 (Single Journey Ticket)

구매 당일만 사용 가능.
- 충전식 (Stored Value Ticket)

20 페소에서 카드 자체를 구입하고 최소 10 페소에서 최대 10,000 페소까지 충전 가능.  LRT-1 선 및 MRT-2 선 및 MRT-3 선에서 공통으로 사용할 수 있으며, 마닐라 수도권의 일부 버스 노선, 고속도로 요금소 외에 패밀리 마트, 서클 K 등으로도 사용할 수 있는 전자 화폐 기능을 탑재하고 있다.

## 역 목록
| 역명                | 역간 킬로미터 | 누계 킬로미터 | 연결 노선 비고                          | 지상 / 지하 | 위치      |
| ------------------- | ------------- | ------------- | --------------------------------------- | ----------- | --------- |
| 사운드 트랙 바겐 역 | -             | 0.0           |                                         | 고가 구간   | 마리 키나 |
| 카티 푸난 역        | 2.0           | 2.0           |                                         | 지하 구간   | 케손      |
| 아노나스 역         | 1.0           | 3.0           |                                         | 고가 구간   | 케손      |
| 쿠바오 역           | 1.4           | 4.4           | ■ MRT-3 선 : 아라 네타 센터 - 쿠바오 역 | 고가 구간   | 케손      |
| 베티 고 - 벨몬트 역 | 1.2           | 5.6           |                                         | 고가 구간   | 케손      |
| 길모어 역           | 1.0           | 6.6           |                                         | 고가 구간   | 케손      |
| J. 루이스 역        | 1.0           | 7.6           |                                         | 고가 구간   | 산후 안   |
| V. 마빠 역          | 1.2           | 8.8           |                                         | 고가 구간   | 마닐라    |
| 프레 사 역          | 1.4           | 10.2          | 필리핀 국철 : 산타 메사 역              | 고가 구간   | 마닐라    |
| 레가루다 역         | 1.4           | 11.6          |                                         | 고가 구간   | 마닐라    |
| 렉트 역             | 1.1           | 12.7          | ■ LRT-1 선 : 도로테오 호세 역           | 고가 구간   | 마닐라    |

## 계획

### 개찰 방식
2014년 1월 31일 필리핀 교통부는 비접촉식 IC 카드의 도입을 발표하고 있다. LRT-1 선 및 MRT-3 라인과 공통으로 사용할 수 있는 것.

### 동쪽 연신 계획
사운드 트랙 바겐 역 동쪽 4.0km의 연장이 계획되어 2012년 9 월에 승인되었다.  리살주 카인타 에메랄드 거리 부근에 에메랄드 역, 리살 주 안티폴로  머신 바가지 정션 부근에 마시나구 역이 설치될 예정이다.

### 서쪽 연신 계획
렉트 역 서쪽 8.0km의 연장이 계획되어 있다.